# Tenthredinites bifasciata
Tenthredinites, Pompilus bifasciatus
Genre
Espèce
Synonymes
- Pompilus bifasciatus (Meunier, 1975)

Tenthredinites bifasciata, unique représentant du genre fossile Tenthredinites, est une espèce fossile d'insectes apocrites de la famille des Pompilidae (les « guêpes araignées »). Selon Paleobiology Database en 2023, le genre est resté monotypique.

## Classification
Le genre Tenthredinites et l'espèce Tenthredinites bifasciatus ont été décrits en 1915 par le paléontologue et entomologiste belge Fernand Meunier (1868-1926),.

### Renommage
En 1937, Nicolas Théobald fait une nouvelle description d'un fossile et renomme l'espèce sous le taxon Pompilus bifaciatus qui sera par la suite considéré comme un simple synonyme.

### Sous-famille
En 1992, le genre Tenthredinites est classé dans la famille des Tenthredinidae par Carpenter  puis, plus précisément, dans la sous-famille des Tenthredininae par Taeger et al. en 2010, ainsi que par Vilhelmsen et Engel en 2012.
Toutefois, en 2017, il est reclassé dans la sous-famille des Pompilinae par Rodriguez et al.,.

### Fossiles
Selon Paleobiology Database en 2023, deux collections de fossiles sont référencées, une de l'Oligocène de France (gypse d'Aix-en-Provence et description d'après S. H. Scudder) et une de l'Éocène de France (de la formation de Célas et décrite par Nicolas Théobald), donc une présence validée du Priabonien ou Miocène supérieur au Chattien ou Oligocène supérieur, soit de 38 à 23,03 Ma avant notre ère. La collection de l'Éocène est conservée au muséum de Marseille, vient de la formation de Célas, et est décrite par Nicolas Théobald en 1937.

### Ambigüité surPompilus fasciatus
En 2023 The Taxonomicon signale aussi un taxon Pompilus bifasciatus J. C. Fabricius sans précision de date.
Et toujours en 2023 GBIF signale trois taxons Pompilus bifasciatus, un sans auteur ni date, mais synonyme de Dipogon bifasciatus bifasciatus (Geoffroy, 1785), un de Tullgren, 1904, synonyme de Anaplius bifasciatus (Tullgren, 1904) et un de Shuckard, 1837, synonyme de Pseudagenia bifasciata (Shuckard, 1837),,.

## Description

### Caractères
La diagnose de Nicolas Théobald en 1937 pour l'holotype C29, des collections du Muséum de Marseille et provenant de la formation de Célas, : 

« Insecte de teinte générale noire, base de l'abdomen claire ; ailes hyalines avec deux taches noires ; pattes brunes. Tête noire, forme sub-sphérique ; yeux non échancrés ; ocelles non visibles ; antennes aussi longues que tête et thorax réunis. Thorax ovale, aucune segmentation n'est visible. Abdomen relativement court ; sa base est claire, l'apex noir, arrondi à l'extrémité. Pattes longues et fortes ; pattes I effacées, tibias II et II avec éperons forts ; cuisses III atteignant l'extrémité de l'abdomen. Ailes grandes, dépassant l'extrémité de l'abdomen ; hyalines avec deux taches sombres ; une bande transversale vers le milieu de l'aile couvrant les nervures margino- et médio-discoïdales ; une large tache arrondie au quart externe de l'aile couvrant les cellules radiale, deuxième et troisième cubitales et l'apex de la discoïdale. Une bande sombre orne l'apex de l'aile antérieure et le bord arrière des ailes postérieures. Par ailleurs, nervation des ailes antérieures et postérieures identique à celle du g. Pompilus. ».

### Dimensions
La longueur totale est de 10 mm et l'aile a une longueur de 8,5 mm.

### Affinités
« L'échantillon a été étudié par F. Meunier et porte une note manuscrite de cet auteur : « n°2, Tenthredinites bifasciata, F. Meunier, 1925 ». Il l'a figuré, mais décrit d'une façon trop sommaire. Son examen ne fut que très superficiel ; sinon l'auteur n'aurait pas pu l'attribuer aux Tenthredinides. La nervation des ailes est bien conservée et caractéristique. La cellule discoïdle ne touche pas la nervure radiale, il ne peut donc s'agir des Tenthredinides. L'aile postérieure aussi est bien visible, contrairement à ce qu'affirme Meunier, et la nervation peut être reconnue facilement sur la figure publiée par cet auteur. La conformation des antennes, de l'abdomen et des pattes contribuent aussi à ranger cet échantillon parmi les Pompilides. Une autre erreur doit être relevée dans l'étude de Meunier qui cite cet insecte comme provenant d'Aix. Il vient en réalité de Célas (Gard).
P. bifaciatus se rapproche de Pompilus maculipes Smith vivant actuellement dans les Indes, mais auquel manque la fascie du milieu de l'aile antérieur, celle-ci est entièrement noire. Les deux espèces sont de dimension semblables.
Parmi les espèces fossiles, il se rapproche le plus de Pompilus fasciatus ♂ N. Th. d'Aix, qui a une conformation semblable. mais la taille de ce dernier est plus petite et l'aile antérieure ne présente qu'une tâche sombre couvrant le tiers externe. P. fasciatus est peut-être le ♂ de P. bifasciatus. ».

## Biologie
« Les Pompiles chassent les Araignées. Ces dernières sont aussi représentées dans la faune d'Aix. ».

### Publication originale
- [1915] Fernand Meunier, « Nouvelles recherches sur quelques insectes des Plâtrières d'Aix en Provence », Verhandelingen der Koninklijke Akademie van Wetenschappen te Amsterdam, vol. 18(5),‎ 1915, p. 1-17.